# Jan Magnussen
Jan Ellegaard Magnussen (Roskilde, 4 luglio 1973) è un pilota automobilistico danese. È il padre di Kevin Magnussen, pilota di Formula 1 dal 2014 al 2020 e nuovamente dal 2022 al 2024, dopo aver fatto parte del McLaren Young Driver Programme.

## Carriera

### Gli inizi (1984-1994)
Magnussen, dopo un primo approccio con la motocross, cominciò ad avvicinarsi ai kart a undici anni. Nelle categorie giovanili riuscì a imporsi, vincendo tre campionati, prima di passare alle monoposto nel 1992, quando debuttò in Formula Ford. Ottenne sei vittorie e vinse all'esordio il Formula Ford Festival.
L'anno successivo debuttò nel Campionato britannico di Formula 3 con la scuderia Paul Stewart Racing; nel 1994 si impose dominando la categoria e vincendo 14 gare su 18. Ottenne il primo successo nella gara di aprile a Donington Park in cui partì in pole position, ripetendosi a Brands Hatch, due volte a Silverstone e a Thruxton. In totale vinse sei delle prime otto gare. In seguito ottenne nuovamente un successo a Donington Park, e a entrambe le due gare a Silverstone che concludevano la stagione.

### Tra Turismo e Formula 1 (1995-1996)
Le prestazioni ottenute gli valsero un contratto con la McLaren con cui firmò un contratto come collaudatore. Al contempo partecipò ai campionati ITC, che concluse al secondo posto nel 1995, e DTM alla guida di vetture Mercedes.
Al 1995 risale anche il suo esordio in Formula 1, quando sostituì l'infortunato Mika Häkkinen al Gran Premio del Pacifico ad Aida. Dopo essersi qualificato quattordicesimo, chiuse la gara al decimo posto alle spalle del compagno di squadra Mark Blundell.
Nel 1996 continuò il suo impegno nell'ITC, senza brillare particolarmente nei risultati.

### In Formula 1 con la Stewart (1997-1998)
Venne ingaggiato nel 1997 con un contratto quadriennale da Jackie Stewart, accanto a Rubens Barrichello sull'esordiente Stewart Grand Prix. Stewart era rimasto particolarmente impressionato da Magnussen, tanto da ritenerlo un talento cristallino.
Il pilota danese soffrì particolarmente la sua prima annata completa nella massima serie: le continue rotture durante i test gli impedirono di accumulare esperienza in pista e a entrare in confidenza con la monoposto; inoltre gli ci vollero diversi mesi per sviluppare un rapporto proficuo con il suo ingegnere di pista. Anni dopo Magnussen dichiarò che sulle sue prestazioni pesò anche il fatto di non essere mentalmente preparato ad affrontare un campionato impegnativo come quello di Formula 1.
Nella sua prima annata non riuscì infatti a mettersi in luce, anche a causa delle numerose rotture meccaniche, e venne battuto frequentemente dal compagno di squadra Barrichello. Solo a partire dal Gran Premio del Belgio le sue prestazioni migliorarono. In Austria si qualificò sesto e fu costretto al ritiro mentre si trovava in zona punti, così come al Nürburgring. Pur concludendo l'anno senza ottenere punti, le prestazioni degli ultimi Gran Premi furono confortanti e lasciavano buone prospettive per la stagione successiva. Come risultato migliore dell'anno conquistò il 7º posto a Monte Carlo.
Magnussen rimase alla Stewart anche nel 1998, ma nella prima metà di stagione i risultati, complice una monoposto non particolarmente riuscita, ricalcano quelli dell'anno precedente, e dopo aver conquistato il suo primo ed unico punto in carriera al Gran Premio del Canada a Montreal con un 6º posto dietro al compagno Barrichello, lottando nella parte finale di gara e vincendo il duello con la Minardi di Shinji Nakano, venne licenziato dal team boss Jackie Stewart e sostituito dal più esperto pilota olandese Jos Verstappen.

### CART, NASCAR, WEC e le gare a ruote coperte (1999-)
Nel 1999 ha partecipato a 7 gare CART e ha corso nell'American Le Mans Series con Panoz. Nel 2001 ha guidato una Peugeot nella serie Touring Car danese e ha corso in 8 gare ALMS. Nel 2002 ha anche corso per la Peugeot nel DTC e in 10 gare ALMS.
Jan Magnussen ha vinto i campionati piloti GT1 2008 e GT 2013, entrambi con Corvette Racing. I suoi migliori risultati sono stati le vittorie nella classe GTS nel 2004 e nella classe GT1 nel 2005, 2006 e 2009, ogni volta in una Chevrolet Corvette con Oliver Gavin e Olivier Beretta come compagni di squadra nel 2005 e nel 2006, e Johnny O'Connell e Antonio García nel 2009. Inoltre, Magnussen ha partecipato alla 12 Ore di Sebring ogni anno dal 1999, vincendo la classe GT1 nel 2006, 2008 e 2009.
L'11 giugno 2010, è stato annunciato che Magnussen avrebbe fatto il suo debutto nella NASCAR Sprint Cup Series alla guida della Chevrolet n.09 di  HendrickCars.com (archiviato dall'url originale il 4 agosto 2021). per la Phoenix Racing all'Infineon Raceway. Dopo essere partito 32º in griglia, ha concluso in 12ª posizione. Il 14 giugno 2010 è stato annunciato che Magnussen e Perfection Racing non avrebbero partecipato al DTC, lasciando Magnussen e il team a concentrarsi sui restanti due round della Scandinavian Touring Car Cup.
Nel 2011 Magnussen ha guidato la Chevrolet Camaro 57 della Stevenson Motorsports con Robin Liddell e Andrew Davis nell'apertura della stagione 2011 della Rolex Sports Car Series GRAND-AM, la Rolex 24 a Daytona. Magnussen ha concluso 24° in GT e il suo miglior piazzamento in gara è stato il secondo con quattro top-10.
Il 7 novembre 2019, Magnussen è stato confermato per guidare nel 2020 nella prima edizione della TCR Denmark Touring Car Series per LM Racing in una VW Golf GTI TCR.
A partire dal 2021, prende parte al Campionato Mondiale Endurance con la scuderia High Class Racing nella categoria LMP2.

## Risultati

### Formula 1
| 1995 | Scuderia | Vettura         |  |  |  |  |  |  |  |  |  |  |  |  |  |  |    |  |  | Punti | Pos. |
| ---- | -------- | --------------- |  |  |  |  |  |  |  |  |  |  |  |  |  |  | -- |  |  | ----- | ---- |
| 1995 | McLaren  | McLaren MP4/10B |  |  |  |  |  |  |  |  |  |  |  |  |  |  | 10 |  |  | 0     | 20º  |

| 1997 | Scuderia | Vettura      |     |     |    |     |   |    |     |     |     |     |     |    |     |     |     |     |   | Punti | Pos. |
| ---- | -------- | ------------ | --- | --- | -- | --- | - | -- | --- | --- | --- | --- | --- | -- | --- | --- | --- | --- | - | ----- | ---- |
| 1997 | Stewart  | Stewart SF01 | Rit | Rit | 10 | Rit | 7 | 13 | Rit | Rit | Rit | Rit | Rit | 12 | Rit | Rit | Rit | Rit | 9 | 0     |      |

| 1998 | Scuderia | Vettura      |     |    |     |     |    |     |   |  |  |  |  |  |  |  |  |  |  | Punti | Pos. |
| ---- | -------- | ------------ | --- | -- | --- | --- | -- | --- | - |  |  |  |  |  |  |  |  |  |  | ----- | ---- |
| 1998 | Stewart  | Stewart SF02 | Rit | 10 | Rit | Rit | 12 | Rit | 6 |  |  |  |  |  |  |  |  |  |  | 1     | 17º  |

| Legenda | 1º posto     | 2º posto | 3º posto    | A punti         | Senza punti/Non class.  | Grassetto – Pole position Corsivo – Giro più veloce |
| Legenda | Squalificato | Ritirato | Non partito | Non qualificato | Solo prove/Terzo pilota | Grassetto – Pole position Corsivo – Giro più veloce |

### DTM
(legenda) (Le gare in grassetto indicano la pole position) (Gare in corsivo indicano Gpv)
| Anno | Team         | Vettura             | 1   | 2   | 3   | 4   | 5   | 6   | 7   | 8   | 9   | 10  | 11  | 12  | 13  | 14  | Punti | Pos. |
| ---- | ------------ | ------------------- | --- | --- | --- | --- | --- | --- | --- | --- | --- | --- | --- | --- | --- | --- | ----- | ---- |
| 1995 | AMG-Mercedes | Mercedes C-Class V6 | HOC | HOC | AVU | AVU | NOR | NOR | DIE | DIE | NÜR | NÜR | ALE | ALE | HOC | HOC | 49    | 8º   |
| 1995 | AMG-Mercedes | Mercedes C-Class V6 | 4   | Rit | Rit | 7   | NP  | NP  | 14  | 5   | Rit | 7   | 4   | 2   | Rit | 9   | 49    | 8º   |

### International Touring Car Championship
(legenda) (Le gare in grassetto indicano la pole position) (Gare in corsivo indicano Gpv)
| Anno | Team                    | Vettura                | 1   | 2   | 3   | 4   | 5   | 6   | 7   | 8   | 9   | 10  | 11  | 12  | 13  | 14  | 15  | 16  | 17  | 18  | 19  | 20  | 21  | 22  | 23  | 24  | 25  | 26  | Punti | Pos. |
| ---- | ----------------------- | ---------------------- | --- | --- | --- | --- | --- | --- | --- | --- | --- | --- | --- | --- | --- | --- | --- | --- | --- | --- | --- | --- | --- | --- | --- | --- | --- | --- | ----- | ---- |
| 1995 | AMG-Mercedes            | Mercedes C-Class V6    | MUG | MUG | HEL | HEL | DON | DON | EST | EST | MAG | MAG |     |     |     |     |     |     |     |     |     |     |     |     |     |     |     |     | 83    | 2º   |
| 1995 | AMG-Mercedes            | Mercedes C-Class V6    | 3   | 6   | Rit | 2   |     |     | 2   | 1   | 2   | 11  |     |     |     |     |     |     |     |     |     |     |     |     |     |     |     |     | 83    | 2º   |
| 1996 | Warsteiner Mercedes-AMG | Mercedes-Benz Classe C | HOC | HOC | NÜR | NÜR | EST | EST | HEL | HEL | NOR | NOR | DIE | DIE | SIL | SIL | NÜR | NÜR | MAG | MAG | MUG | MUG | HOC | HOC | INT | INT | SUZ | SUZ | 97    | 10º  |
| 1996 | Warsteiner Mercedes-AMG | Mercedes-Benz Classe C | 2   | 1   | 7   | 3   | Rit | Rit | Rit | NP  | 17† | NP  | 16  | Rit |     |     |     |     | Rit | Rit | Rit | 5   | Rit | 4   | 14  | 3   | 7   | 3   | 97    | 10º  |

† Il pilota non ha terminato la gara, ma è stato classificato poiché ha completato oltre il 90% della distanza di gara.

### Corse a ruote scoperte americane

#### CART
| Anno | Squadra              | Telaio       | Motore                | 1   | 2   | 3   | 4   | 5   | 6   | 7   | 8   | 9   | 10  | 11  | 12  | 13     | 14     | 15     | 16    | 17    | 18     | 19     | 20  | Punti | Posizione |
| ---- | -------------------- | ------------ | --------------------- | --- | --- | --- | --- | --- | --- | --- | --- | --- | --- | --- | --- | ------ | ------ | ------ | ----- | ----- | ------ | ------ | --- | ----- | --------- |
| 1996 | Marlboro Team Penske | Penske PC-25 | Mercedes-Benz IC 108C | MIA | RIO | SRF | LBH | NZR | 500 | MIL | DET | POR | CLE | TOR | MIS | MDO 14 |        |        |       |       |        |        |     | 5     | 24º       |
| 1996 | Hogan Penske Racing  | Penske PC-25 | Mercedes-Benz IC 108C |     |     |     |     |     |     |     |     |     |     |     |     |        | ROA 26 | VAN 22 | LS 8  |       |        |        |     | 5     | 24º       |
| 1999 | Patrick Racing       | Swift 010.c  | Ford-Cosworth XD      | MIA | MOT | LBH | NZR | RIO | STL | MIL | POR | CLE | ROA | TOR | MIS | DET 18 |        |        |       |       |        |        |     | 8     | 24º       |
| 1999 | Patrick Racing       | Reynard 99i  | Ford-Cosworth XD      |     |     |     |     |     |     |     |     |     |     |     |     |        | MDO 14 | CHI 24 | VAN 7 | LS 17 | HOU 13 | SRF 13 | FON | 8     | 24º       |

### 24 Ore di Le Mans
| Anno | Classe  | N° | Gomme | Vettura                                          | Squadra                   | Co-piloti                                     | Giri | Pos. Assol. | Pos. di Classe |
| ---- | ------- | -- | ----- | ------------------------------------------------ | ------------------------- | --------------------------------------------- | ---- | ----------- | -------------- |
| 1999 | LMP     | 11 | M     | Panoz LMP-1 Roadster-S Ford-Élan 6.0L V8         | Panoz Motorsports         | Johnny O'Connell Massimiliano "Max" Angelelli | 323  | 11º         | 9º             |
| 2000 | LMP900  | 11 | M     | Panoz LMP-1 Roadster-S Élan 6L8 6.0L V8          | Panoz Motorsports         | David Brabham Mario Andretti                  | 315  | 15º         | 8º             |
| 2001 | LMP900  | 12 | M     | Panoz LMP07 Élan 4.0L V8                         | Panoz Motorsports         | David Brabham Franck Lagorce                  | 85   | Rit         | Rit            |
| 2002 | LMP900  | 11 | M     | Panoz LMP01 Evo Élan 6L8 6.0L V8                 | Panoz Motorsports         | David Brabham Bryan Herta                     | 90   | Rit         | Rit            |
| 2003 | LMP900  | 5  | M     | Audi R8 Audi 3.6L Turbo V8                       | Audi Sport Japan Team Goh | Seiji Ara Marco Werner                        | 370  | 4º          | 2º             |
| 2004 | GTS     | 64 | M     | Chevrolet Corvette C5-R Chevrolet 7.0L V8        | Corvette Racing           | Oliver Gavin Olivier Beretta                  | 345  | 6º          | 1º             |
| 2005 | GT1     | 64 | M     | Chevrolet Corvette C6.R Chevrolet LS7R 7.0L V8   | Corvette Racing           | Oliver Gavin Olivier Beretta                  | 349  | 5º          | 1º             |
| 2006 | GT1     | 64 | M     | Chevrolet Corvette C6.R Chevrolet LS7R 7.0L V8   | Corvette Racing           | Oliver Gavin Olivier Beretta                  | 355  | 4º          | 1º             |
| 2007 | GT1     | 63 | M     | Chevrolet Corvette C6.R Chevrolet LS7-R 7.0L V8  | Corvette Racing           | Johnny O'Connell Ron Fellows                  | 342  | 6º          | 2º             |
| 2008 | GT1     | 63 | M     | Chevrolet Corvette C6.R Chevrolet LS7.R 7.0L V8  | Corvette Racing           | Johnny O'Connell Ron Fellows                  | 344  | 14º         | 2º             |
| 2009 | GT1     | 63 | M     | Chevrolet Corvette C6.R Chevrolet LS7.R 7.0L V8  | Corvette Racing           | Johnny O'Connell Antonio García               | 342  | 15º         | 1º             |
| 2010 | GT2     | 63 | M     | Chevrolet Corvette C6.R Corvette 5.5L V8         | Corvette Racing           | Johnny O'Connell Antonio García               | 225  | Rit         | Rit            |
| 2011 | GTE Pro | 74 | M     | Chevrolet Corvette C6.R Corvette 5.5L V8         | Corvette Racing           | Oliver Gavin Richard Westbrook                | 211  | Rit         | Rit            |
| 2012 | GTE Pro | 73 | M     | Chevrolet Corvette C6.R Corvette 5.5L V8         | Corvette Racing           | Antonio García Jordan Taylor                  | 326  | 23º         | 5º             |
| 2013 | GTE Pro | 73 | M     | Chevrolet Corvette C6.R Corvette 5.5L V8         | Corvette Racing           | Antonio García Jordan Taylor                  | 312  | 19º         | 4º             |
| 2014 | GTE Pro | 73 | M     | Chevrolet Corvette C7.R Corvette 5.5L V8         | Corvette Racing           | Antonio García Jordan Taylor                  | 338  | 14º         | 2º             |
| 2015 | GTE Pro | 63 | M     | Chevrolet Corvette C7.R Corvette 5.5L V8         | Corvette Racing – GM      | Antonio García Ryan Briscoe                   | 0    | NP          | NP             |
| 2016 | GTE Pro | 63 | M     | Chevrolet Corvette C7.R Chevrolet LT5.5 5.5L V8  | Corvette Racing – GM      | Antonio García Ricky Taylor                   | 336  | 25º         | 7º             |
| 2017 | GTE Pro | 63 | M     | Chevrolet Corvette C7.R Chevrolet 5.5L V8        | Corvette Racing – GM      | Antonio García Jordan Taylor                  | 340  | 19º         | 3º             |
| 2018 | GTE Pro | 63 | M     | Chevrolet Corvette C7.R Chevrolet 5.5L V8        | Corvette Racing – GM      | Antonio García Mike Rockenfeller              | 342  | 18º         | 4º             |
| 2019 | GTE Pro | 63 | M     | Chevrolet Corvette C7.R Chevrolet LT5.5 5.5L V8  | Corvette Racing           | Antonio García Mike Rockenfeller              | 337  | 28º         | 8º             |
| 2020 | GTE Am  | 66 | M     | Ferrari 488 GTE Evo Ferrari F154CB 3.9L Turbo V8 | JMW Motorsport            | Richard Heistand Max Root                     | 335  | 30º         | 6º             |
| 2021 | LMP2    | 49 | G     | Oreca 07 Gibson GK428 4.2L V8                    | High Class Racing         | Anders Fjordbach Kevin Magnussen              | 336  | 29º         | 17º            |

### 24 Ore di Daytona
| Anno | Classe | N° | Gomme | Vettura                                    | Squadra                  | Co-piloti                                                   | Giri | Pos. Assol. | Pos. di Classe |
| ---- | ------ | -- | ----- | ------------------------------------------ | ------------------------ | ----------------------------------------------------------- | ---- | ----------- | -------------- |
| 2005 | DP     | 44 |       | Doran JE4 Pontiac 5.0L V8                  | Doran Racing             | Robert "Bobby" Labonte Bryan Herta Terrance "Terry" Labonte | 675  | Rit         | Rit            |
| 2006 | GT     | 64 |       | Pontiac GTO.R Pontiac LS2 6.0L V8          | The Racer's Group        | Paul Edwards Kelly Collins Andrew "Andy" Pilgrim            | 633  | 26º         | 13º            |
| 2007 | DP     | 10 |       | Riley Mk XI Pontiac 5.0L V8                | SunTrust Racing          | Wayne Taylor Massimiliano "Max" Angelelli Jeff Gordon       | 666  | 3º          | 3º             |
| 2008 | GT     | 07 |       | Pontiac GXP.R Pontiac 6.0L V8              | Banner Racing            | Paul Edwards Kelly Collins                                  | 647  | 17º         | 7º             |
| 2009 | GT     | 07 |       | Pontiac GXP.R Pontiac 6.0L V8              | Banner Racing            | Paul Edwards Kelly Collins                                  | 689  | 12º         | 4º             |
| 2010 | GT     | 57 |       | Chevrolet Camaro GT.R GM 6.0L V8           | Stevenson Motorsports    | Robin Liddell Andrew "Andy" Davis                           | 683  | 11º         | 4º             |
| 2011 | GT     | 57 |       | Chevrolet Camaro GT.R Chevrolet 6.0L V8    | Stevenson Motorsports    | Robin Liddell Ronnie Bremer                                 | 629  | 26º         | 12º            |
| 2012 | DP     | 90 | C     | Corvette DP (Coyote CPM) Chevrolet 5.0L V8 | Spirit of Daytona Racing | Antonio García Oliver Gavin Richard Westbrook               | 746  | 8º          | 8º             |
| 2013 | GT     | 57 | C     | Chevrolet Camaro GT.R Chevrolet 6.2L V8    | Stevenson Motorsports    | John Edwards Robin Liddell Tommy Milner                     | 595  | Rit         | Rit            |
| 2014 | GTLM   | 3  | M     | Chevrolet Corvette C7.R LT5.5 5.5L V8      | Corvette Racing          | Antonio García Ryan Briscoe                                 | 329  | Rit         | Rit            |
| 2015 | GTLM   | 3  | M     | Chevrolet Corvette C7.R LT5.5 5.5L V8      | Corvette Racing          | Antonio García Ryan Briscoe                                 | 725  | 4º          | 1º             |
| 2016 | GTLM   | 3  | M     | Chevrolet Corvette C7.R LT5.5 5.5L V8      | Corvette Racing          | Antonio García Mike Rockenfeller                            | 722  | 8º          | 2º             |
| 2017 | GTLM   | 3  | M     | Chevrolet Corvette C7.R LT5.5 5.5L V8      | Corvette Racing          | Antonio García Mike Rockenfeller                            | 652  | 8º          | 4º             |
| 2018 | GTLM   | 3  | M     | Chevrolet Corvette C7.R LT5.5 5.5L V8      | Corvette Racing          | Antonio García Mike Rockenfeller                            | 781  | 13º         | 3º             |
| 2019 | GTLM   | 3  | M     | Chevrolet Corvette C7.R LT5.5 5.5L V8      | Corvette Racing          | Antonio García Mike Rockenfeller                            | 563  | 16º         | 6º             |

### Campionato Supercars
| Anno | Squadra                | Vettura             | 1   | 2   | 3   | 4   | 5   | 6   | 7   | 8   | 9   | 10  | 11  | 12  | 13  | 14  | 15  | 16  | 17  | 18  | 19  | 20  | 21  | 22  | 23  | 24  | 25  | 26  | 27  | 28  | 29  | Punti | Pos. |
| ---- | ---------------------- | ------------------- | --- | --- | --- | --- | --- | --- | --- | --- | --- | --- | --- | --- | --- | --- | --- | --- | --- | --- | --- | --- | --- | --- | --- | --- | --- | --- | --- | --- | --- | ----- | ---- |
| 2003 | Team Dynamik           | Holden VY Commodore | ADL | PHI | ECK | WIN | PTH | HDV | QLD | ORP | SAN | BAT | SUR | PUK | ECK |     |     |     |     |     |     |     |     |     |     |     |     |     |     |     |     | 152   | NC   |
| 2003 | Team Dynamik           | Holden VY Commodore |     |     |     |     |     |     |     |     | WD† | 11  |     |     |     |     |     |     |     |     |     |     |     |     |     |     |     |     |     |     |     | 152   | NC   |
| 2011 | Paul Morris Motorsport | Holden VE Commodore | YMC | YMC | ADE | ADE | HAM | HAM | BAR | BAR | BAR | WIN | WIN | HID | HID | TOW | TOW | QLD | QLD | QLD | PHI | PHI | BAT | SUR | SUR | SYM | SYM | SAN | SAN | SYD | SYD | 129   | 67º  |
| 2011 | Paul Morris Motorsport | Holden VE Commodore |     |     |     |     |     |     |     |     |     |     |     |     |     |     |     |     |     |     |     |     |     | 22  | 8   |     |     |     |     |     |     | 129   | 67º  |

† Ritirato per problemi di licenza.

### Campionato Europeo Turismo
(legenda) (Le gare in grassetto indicano la pole position) (Le gare in corsivo indicano Gpv)
| Anno | Squadra                   | Vettura         | 1   | 2   | 3   | 4   | 5   | 6   | 7   | 8   | 9   | 10  | 11  | 12  | 13  | 14  | 15  | 16  | 17  | 18  | 19  | 20  | Punti | Pos. |
| ---- | ------------------------- | --------------- | --- | --- | --- | --- | --- | --- | --- | --- | --- | --- | --- | --- | --- | --- | --- | --- | --- | --- | --- | --- | ----- | ---- |
| 2004 | Peugeot Sport Engineering | Peugeot 307 Gti | MNZ | MNZ | VAL | VAL | MAG | MAG | HOC | HOC | BRN | BRN | DON | DON | SPA | SPA | IMO | IMO | OSC | OSC | DUB | DUB | 0     | NC   |
| 2004 | Peugeot Sport Engineering | Peugeot 307 Gti |     |     | 11  | Rit | 19† | 18† | 10  | 12  | 15  | Rit | 19  | Rit | 17  | 18  |     |     |     |     | 12  | NP  | 0     | NC   |

### Bathurst 1000
| Anno | N° | Vettura             | Squadra      | Co-piloti         | Giri | Pos. Assol. | Pos. di Classe |
| ---- | -- | ------------------- | ------------ | ----------------- | ---- | ----------- | -------------- |
| 2003 | 45 | Holden Commodore VY | Team Dynamik | Nicolas Minassian | 158  | 11º         | 11º            |

#### Campionato IMSA WeatherTech SportsCar
(legenda) (Le gare in grassetto indicano la pole position) (Le gare in corsivo indicano Gpv)
| Anno | Squadra         | Classe | Vettura                 | 1      | 2     | 3     | 4     | 5     | 6     | 7     | 8     | 9      | 10    | 11    | Punti | Pos. |
| ---- | --------------- | ------ | ----------------------- | ------ | ----- | ----- | ----- | ----- | ----- | ----- | ----- | ------ | ----- | ----- | ----- | ---- |
| 2014 | Corvette Racing | GTLM   | Chevrolet Corvette C7.R | DAY 10 | SEB 8 | LBH 1 | LAG 1 | WGL 1 | MOS 1 | IMS 4 | ROA 6 | VIR 7† | COA 9 | PET 8 | 293   | 9º   |
| 2015 | Corvette Racing | GTLM   | Chevrolet Corvette C7.R | DAY 1  | SEB 1 | LBH 3 | LAG 7 | WGL 4 | MOS 3 | ROA 4 | VIR 6 | COA 6  | PET 6 |       | 295   | 3º   |
| 2016 | Corvette Racing | GTLM   | Chevrolet Corvette C7.R | DAY 2  | SEB 9 | LBH 9 | LAG 4 | WGL 7 | MOS 3 | LRP 2 | ROA 6 | VIR 1  | COA 3 | PET 4 | 319   | 3º   |
| 2017 | Corvette Racing | GTLM   | Chevrolet Corvette C7.R | DAY 4  | SEB 1 | LBH 5 | COA 1 | WGL 3 | MOS 4 | LRP 4 | ROA 4 | VIR 1  | LAG 4 | PET 2 | 334   | 1º   |
| 2018 | Corvette Racing | GTLM   | Chevrolet Corvette C7.R | DAY 3  | SEB 8 | LBH 4 | MDO 3 | WGL 2 | MOS 2 | LRP 2 | ROA 3 | VIR 2  | LAG 3 | PET 8 | 322   | 1º   |
| 2019 | Corvette Racing | GTLM   | Chevrolet Corvette C7.R | DAY 6  | SEB 3 | LBH 2 | MDO 2 | WGL 2 | MOS 7 | LIM 5 | ELK 4 | VIR 3  | LAG 3 | PET 4 | 317   | 3º   |

† Magnussen non ha completato giri sufficienti per ottenere punti pieni.

### TCR Denmark Touring Car Series
(legenda) (Le gare in grassetto indicano la pole position) (Le gare in corsivo indicano Gpv)
| Anno | Squadra   | Vettura                 | 1       | 2       | 3        | 4       | 5         | 6       | 7       | 8         | 9       | 10    | 11    | 12      | 13      | 14      | 15      | 16      | 17      | 18      | Punti | Pos. |
| ---- | --------- | ----------------------- | ------- | ------- | -------- | ------- | --------- | ------- | ------- | --------- | ------- | ----- | ----- | ------- | ------- | ------- | ------- | ------- | ------- | ------- | ----- | ---- |
| 2020 | LM Racing | Volkswagen Golf GTI TCR | JYL 1 3 | JYL 2 4 | JYL 3 NC | JYL 1 7 | JYL 2 Rit | JYL 3 5 | JYL 4 2 | JYL 5 Rit | JYL 6 4 | DJU 1 | DJU 2 | DJU 3 1 | PAD 1 C | PAD 2 C | PAD 3 C | JYL 1 3 | JYL 2 3 | JYL 3 2 | 215   | 4º   |

### Campionato del mondo endurance
| Anno    | Squadra           | Classe | Vettura  | SPA | ALG | MNZ | LMS | BHR | BHR | Punti | Pos. |
| ------- | ----------------- | ------ | -------- | --- | --- | --- | --- | --- | --- | ----- | ---- |
| 2021    | High Class Racing | LMP2   | Oreca 07 | 9   | 9   | 9   |     |     |     | 7     | 26º  |
| Legenda |                   |        |          |     |     |     |     |     |     |       |      |

### NASCAR

#### NASCAR Cup Series
| Anno | Team           | Numero | Marca     | 1 | 2 | 3 | 4 | 5 | 6 | 7 | 8 | 9 | 10 | 11 | 12 | 13 | 14 | 15 | 16     | 17 | 18 | 19 | 20 | 21 | 22 | 23 | 24 | 25 | 26 | 27 | 28 | 29 | 30 | 31 | 32 | 33 | 34 | 35 | 36 | Punti | Pos. |
| ---- | -------------- | ------ | --------- | - | - | - | - | - | - | - | - | - | -- | -- | -- | -- | -- | -- | ------ | -- | -- | -- | -- | -- | -- | -- | -- | -- | -- | -- | -- | -- | -- | -- | -- | -- | -- | -- | -- | ----- | ---- |
| 2010 | Phoenix Racing | 09     | Chevrolet |   |   |   |   |   |   |   |   |   |    |    |    |    |    |    | SON 12 |    |    |    |    |    |    |    |    |    |    |    |    |    |    |    |    |    |    |    |    | 127   | 63º  |